# Cerro Bayo Gorbea
Pour les articles homonymes, voir Bayo.
Le cerro Bayo Gorbea est un stratovolcan endormi, qui se trouve à la frontière entre l'Argentine et le Chili. Son versant argentin est situé dans la province de Catamarca (département d'Antofagasta de la Sierra), alors que son versant chilien est situé dans la région d'Atacama (province de Chañaral). Il culmine à 5 413 mètres d'altitude.